# Quimeres (peixos)
Els quimeriformes (Chimaeriformes) són un ordre de peixos cartilaginosos de las subclasse dels holocèfals, coneguts com a quimeres o taurons fantasma.
El seu aspecte estrany, en què s'aprecia un gran cap protuberant, una boca similar a la d'un conill i una llarga cua que recorda a la d'una rata, els va valer el nom de quimeres, un monstre de la mitologia grega format per parts de diversos animals. Poden arribar a mesurar fins a dos metres, dels quals la major part corresponen a la cua. Una espina verinosa situada davant de l'aleta dorsal els permet injectar verí a qualsevol animal que les ataqui.

## Classificació
En moltes classificacions les quimeres s'inclouen (com a subclasse Holocephali) en la classe Chondrichthyes (peixos cartilaginosos). En altres sistemes aquesta distinció ha sigut elevada al nivell de classe. Les quimeres tenen, però, algunes característiques dels peixos ossis.
Hi ha 56 espècies distribuïdes en sis gèneres i tres famílies:

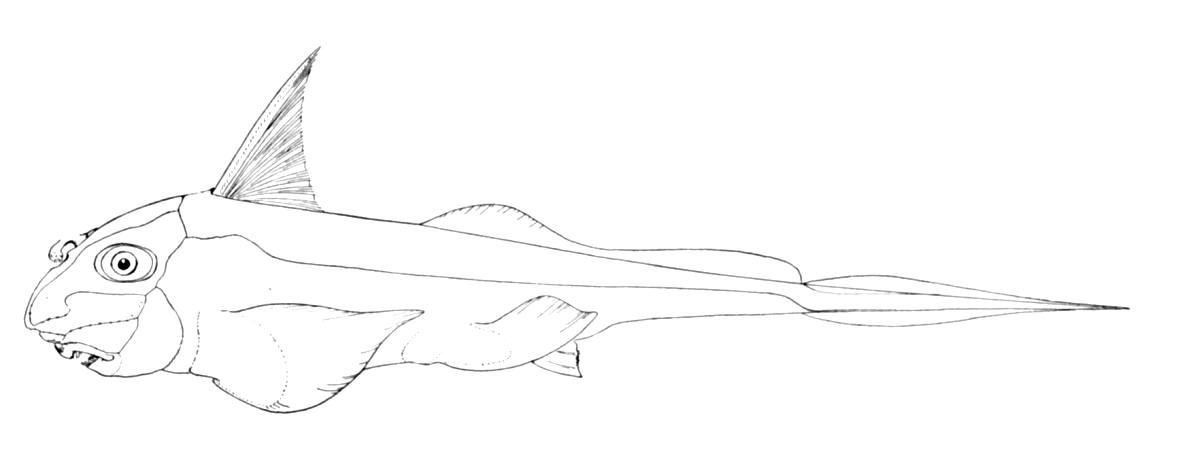
Peix elefant, Callorhinchus callorynchus

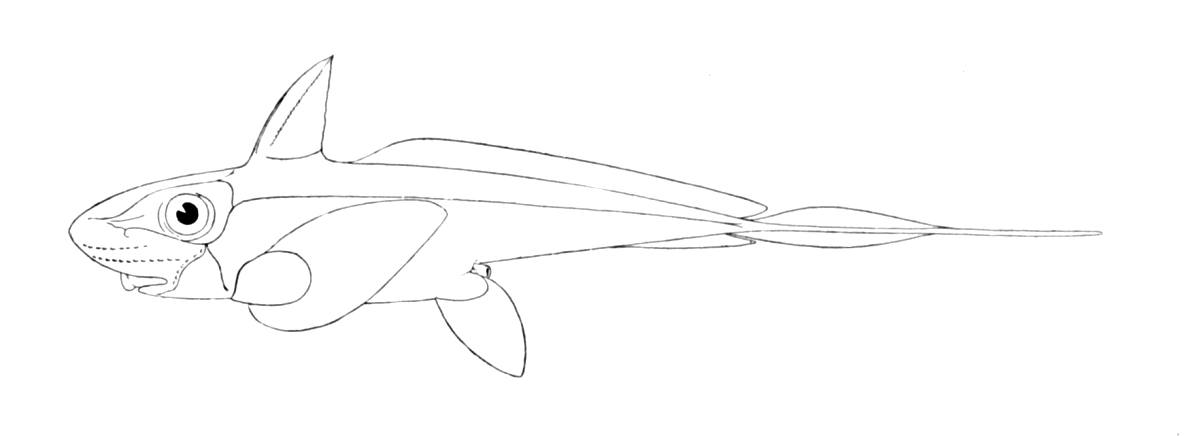
Chimaera monstrosa

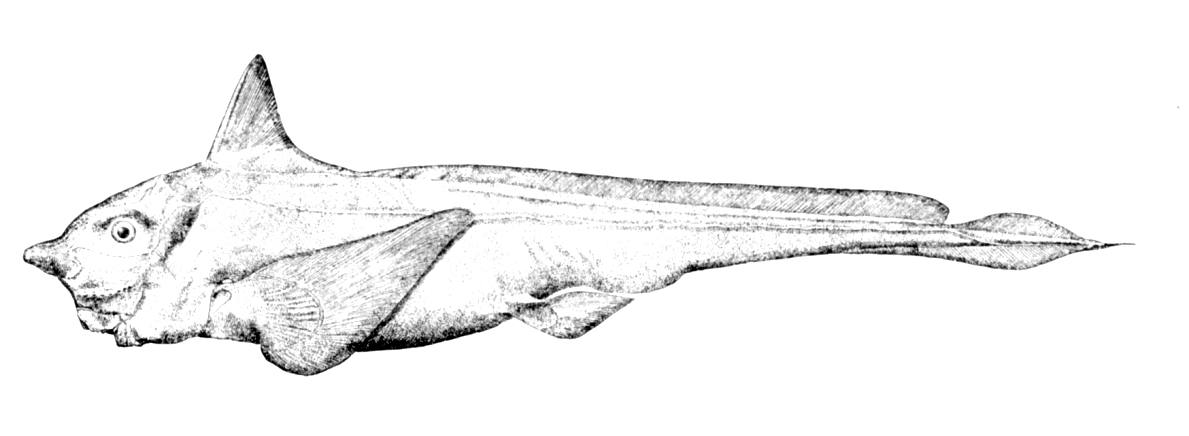
Hydrolagus affinis

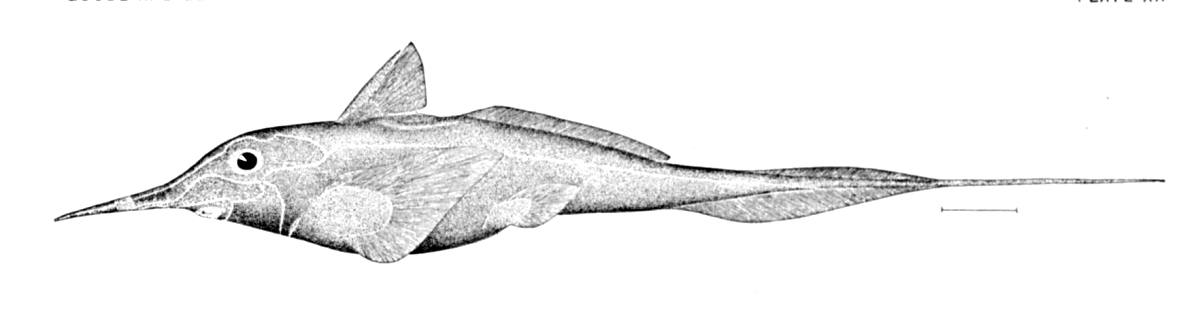
Harriotta raleighana

- Family Callorhinchidae Garman, 1901
  - Genus Callorhinchus Lacépède, 1798
    - Callorhinchus callorynchus Linnaeus, 1758
    - Callorhinchus capensis A. H. A. Duméril, 1865
    - Callorhinchus milii Bory de Saint-Vincent, 1823
- Family Chimaeridae Bonaparte, 1831
  - Genus Chimaera Linnaeus, 1758
    - Chimaera argiloba Last, W. T. White & Pogonoski, 2008
    - Chimaera bahamaensis Kemper, Ebert, Didier i Compagno, 2010
    - Chimaera buccanigella Clerkin, Ebert & Kemper, 2017
    - Chimaera carophila Kemper, Ebert, Naylor & Didier, 2014
    - Chimaera cubana Howell-Rivero, 1936
    - Chimaera didierai Clerkin, Ebert & Kemper, 2017
    - Chimaera fulva Didier, Last i W. T. White, 2008
    - Chimaera jordani S. Tanaka (I), 1905
    - Chimaera lignaria Didier, 2002
    - Chimaera macrospina Didier, Last i W. T. White, 2008
    - Chimaera monstrosa Linnaeus, 1758
    - Chimaera notafricana Kemper, Ebert, Compagno i Didier, 2010
    - Chimaera obscura Didier, Last i W. T. White, 2008
    - Chimaera opalescens Luchetti, Iglésias i Sellos, 2011
    - Chimaera orientalis Angulo, López, Bussing & Murase, 2014
    - Chimaera owstoni S. Tanaka (I), 1905
    - Chimaera panthera Didier, 1998
    - Chimaera phantasma Jordan i Snyder, 1900
    - Chimaera willwatchi Clerkin, Ebert & Kemper, 2017

  - Genus Hydrolagus Gill, 1863
    - Hydrolagus affinis Brito Capello, 1868
    - Hydrolagus africanus Gilchrist, 1922
    - Hydrolagus alberti Bigelow i Schroeder, 1951
    - Hydrolagus alphus Quaranta, Didier, Long i Ebert, 2006
    - Hydrolagus barbouri Garman, 1908
    - Hydrolagus bemisi Didier, 2002
    - Hydrolagus colliei Lay i E. T. Bennett, 1839
    - Hydrolagus deani H. M. Smith i Radcliffe, 1912
    - Hydrolagus eidolon Jordan i Hubbs, 1925
    - Hydrolagus erithacus Walovich, Ebert & Kemper, 2017
    - Hydrolagus homonycteris Didier, 2008
    - Hydrolagus lemures Whitley, 1939
    - Hydrolagus lusitanicus Moura, Figueiredo, Bordalo-Machado, Almeida i Gordo, 2005
    - Hydrolagus macrophthalmus de Buen, 1959
    - Hydrolagus marmoratus Didier, 2008
    - Hydrolagus matallanasi Soto i Vooren, 2004
    - Hydrolagus mccoskeri Barnett, Didier, Long i Ebert, 2006
    - Hydrolagus melanophasma K. C. James, Ebert, Long i Didier, 2009
    - Hydrolagus mirabilis Collett, 1904
    - Hydrolagus mitsukurii Jordan i Snyder, 1904
    - Hydrolagus novaezealandiae Fowler, 1911
    - Hydrolagus ogilbyi Waite, 1898
    - Hydrolagus pallidus Hardy i Stehmann, 1990
    - Hydrolagus purpurescens Gilbert, 1905
    - Hydrolagus trolli Didier i Séret, 2002
    - Hydrolagus waitei Fowler, 1907
- Family Rhinochimaeridae Garman, 1901
  - Genus Harriotta Goode i Bean, 1895
    - Harriotta haeckeli Karrer, 1972
    - Harriotta raleighana Goode i Bean, 1895

  - Genus Neoharriotta Bigelow i Schroeder, 1950
    - Neoharriotta carri Bullis i J. S. Carpenter, 1966
    - Neoharriotta pinnata Schnakenbeck, 1931
    - Neoharriotta pumila Didier i Stehmann, 1996

  - Genus Rhinochimaera Garman, 1901
    - Rhinochimaera africana Compagno, Stehmann i Ebert, 1990
    - Rhinochimaera atlantica Holt & Byrne, 1909
    - Rhinochimaera pacifica Mitsukuri, 1895